# Воєводський Леопольд Францевич
Професор Леопо́льд Фра́нцевич Воєво́дський (нар. 15 листопада 1846, Вільно — пом. 21 квітня 1901, Одеса, Херсонська губернія, Російська імперія) — педагог і історик Російської імперії XIX століття. Дослідник доби Стародавньої Греції.

## Життєпис
Леопольд Францевич Воєводський народився 15 листопада 1846 умісті Вільно.
Походив з польської дворянської родини. Після закінчення Либавської прогімназії, вступив у 1864 на фізико-математичний факультет Санкт-Петербурзького університету. Через три роки перевівся на історико-філологічний факультет, курс якого у 1870 року закінчив зі ступенем кандидата за твір «К исследованию развития религиозно-нравственных понятий у греков до Платона». Залишений при університеті для підготовки до професорського звання під керівництвом Карла Люгебіля, приступив до роботи над магістерською дисертацією на тему: «Каннибализм в греческих мифах» (захищена 1875 року). У тому ж році рада Імператорського Новоросійського університету затвердила його на посаді доцента кафедри грецької словесності.
У період 1878—1879 років Воєводський перебував у закордонному відрядженні у містах Відень, Лейпциг, Берлін, за підсумками якого видав наукову працю. Зібрані ним матеріали лягли в основу докторської дисертації «Введение в мифологию „Одиссеи“», захищеної в Санкт-Петербурзькому університеті 1882 року та книги під такою же назвою. Взявши до уваги рекомендацію Люгебіля, рада Новоросійського університету затвердила його відразу на посаді ординарного професора.
На історико-філологічному факультеті Леопольд Францевич читав лекційні курси з грецької граматики, історії та теорії грецької літератури; загальні спеціальні курси за творами грецьких та латинських авторів — Гомера, Гесіода, Арістофана, Павсанія, Вергілія тоощ. Проводив практичні заняття з палеографії, грецької міфології та граматиці класичних мов, інтерпретації творів античної літератури. Згодом вчений став викладати низку предметів, що не мали прямого відношення до класичної філології. Паралельно з викладацькою діяльністю, був секретарем факультету у періоди 1874—1876 і 1882—1884 років, постійно отримував наукові відрядження, у тому числі й за кордон. Після закінчення 25-річного терміну служби у 1898 році за рішенням ради університету був залишений для продовження викладацької діяльності. Однак, туберкульоз легенів та постійні нервові перевантаження не дозволили йому продовжити роботу в університеті. У 1899 році за власним проханням він подав у відставку. Помер 21 квітня 1901 в Одесі.
Був похований на Першому Християнському цвинтарі. 1937 року комуністичною владою цвинтар було зруйновано. На його місці був відкритий «Парк Ілліча» з розважальними атракціонами. Нині достеменно відомо лише про деякі перепоховання зі Старого цвинтаря, а дані про перепоховання Воєводського відсутні.

## Науковий доробок
Леопольд Францевич Воєводський вивчав творчість Генріха Гайне та інших німецьких ліриків, займався питанням спрощення російського правопису, цікавився математикою. Одним з перших ознайомив наукову громадськість із новим джерелом — «Міміамбами» Герода, визначивши їхнє місце та значення у системі давньогрецької літератури. Любов до філології Леопольда Воєводського поширювалась не лише на давньогрецьку але й на сучасну російську, що відбилося у невеликій брошурі. Дві роботи педагог підготував для шостого Археологічного з'їзду, що відбувався 1884 року в Одесі. Його зацікавила етимологія назви Чорного моря у давнині; крім того, йому було доручено скласти карту археологічних пам'ятників Північного Причорномор'я. Однак головним завданням він вважав дослідження давньої етики, порівняльне вивчення античної міфології.

### Наукові публікації
- Каннибализм в греческих мифах. Опыт по истории развития нравственности. — СПб., 1874;
- Этическое значение мифов // ЖМНП. — 1875. — Т.179. — № 6;
- Введение в мифологию Одиссеи.- Одесса, 1881;
- О происхождении названия Черного моря // Труды VI-го Археологического съезда. — 1884. — Т.II.;
- Опыт упрощения русского правописания. — Одесса, 1898.